# Renate Trenz
Renate Trenz (geboren 1961) ist eine deutsche Juristin und Richterin.

## Beruflicher Werdegang
Seit Mai 1995 ist Renate Trenz Richterin am Verwaltungsgericht des Saarlandes.
2014 wurde sie vom Landtag des Saarlandes zur Richterin am Verfassungsgerichtshof des Saarlandes gewählt. Die Amtszeit wäre am 16. Juli 2020 ausgelaufen, doch die Richterin wurde am 13. Mai 2020 mit 48 von 50 abgegebenen Stimmen wiedergewählt und erneut vor dem Landtag vereidigt. Wegen der COVID-19-Pandemie fand die Sitzung in der Saarbrücker Kongresshalle und nicht im Plenarsaal des Landtages statt, um die Abstandsregeln einhalten zu können. Die zweite Amtszeit von Renate Trenz endet am 15. Juli 2026.

## Ämter und Mitgliedschaften
- seit 2015 stellvertretende Vorsitzende der Vereinigung der Verwaltungsrichterinnen und Verwaltungsrichter des Saarlandes[4]
- Frauenbeauftragte am Verwaltungsgericht des Saarlandes (Stand: April 2020)[5]